# Pochvalov
Pochvalov är en ort i Tjeckien.   Den ligger i regionen Mellersta Böhmen, i den nordvästra delen av landet, 50 km väster om huvudstaden Prag. Pochvalov ligger 386 meter över havet och antalet invånare är 247.
Terrängen runt Pochvalov är platt österut, men västerut är den kuperad. Runt Pochvalov är det ganska tätbefolkat, med 58 invånare per kvadratkilometer. Närmaste större samhälle är Louny, 14,4 km norr om Pochvalov. Trakten runt Pochvalov består till största delen av jordbruksmark.